# Olivier de Germay
Olivier Jacques Marie de Germay de Cirfontaine (* 18. září 1960 Tours) je francouzský římskokatolický duchovní, arcibiskup lyonský a primas Galie. Před jmenováním do Lyonu, zastával úřad biskupa ajaccijského na Korsice. Do úřadu v lyonské arcidiecézi byl uveden 20. prosince 2020.

## Život
Narodil se 18. září 1960 do rodiny de Germay de Cirfontaine, náležející k bývalé francouzské šlechtě. Při křtu dostal jméno Olivier Jacques Marie. Studoval na École spéciale militaire de Saint-Cyr (dokončeno roku 1981) a také působil jako výsadkář francouzské armády. Začátkem 90. let 20. století vystudoval teologii, absolvoval formaci a v roce 1998 byl vysvěcen na kněze.
Papež Benedikt XVI. jej jmenoval biskupem ajaccijským v roce 2012. Papež František ho dne 22. října 2020 jmenoval arcibiskupem lyonským, primasem Galie. Do funkce byl uveden 20. prosince 2020.

## Galerie

Znak Monsignore de Germay jako biskupa ajaccijského
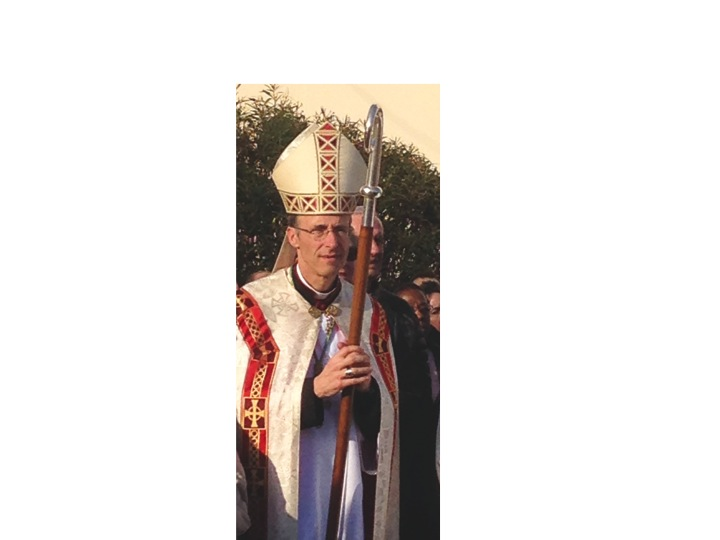
Mons. de Germay v pluviálu
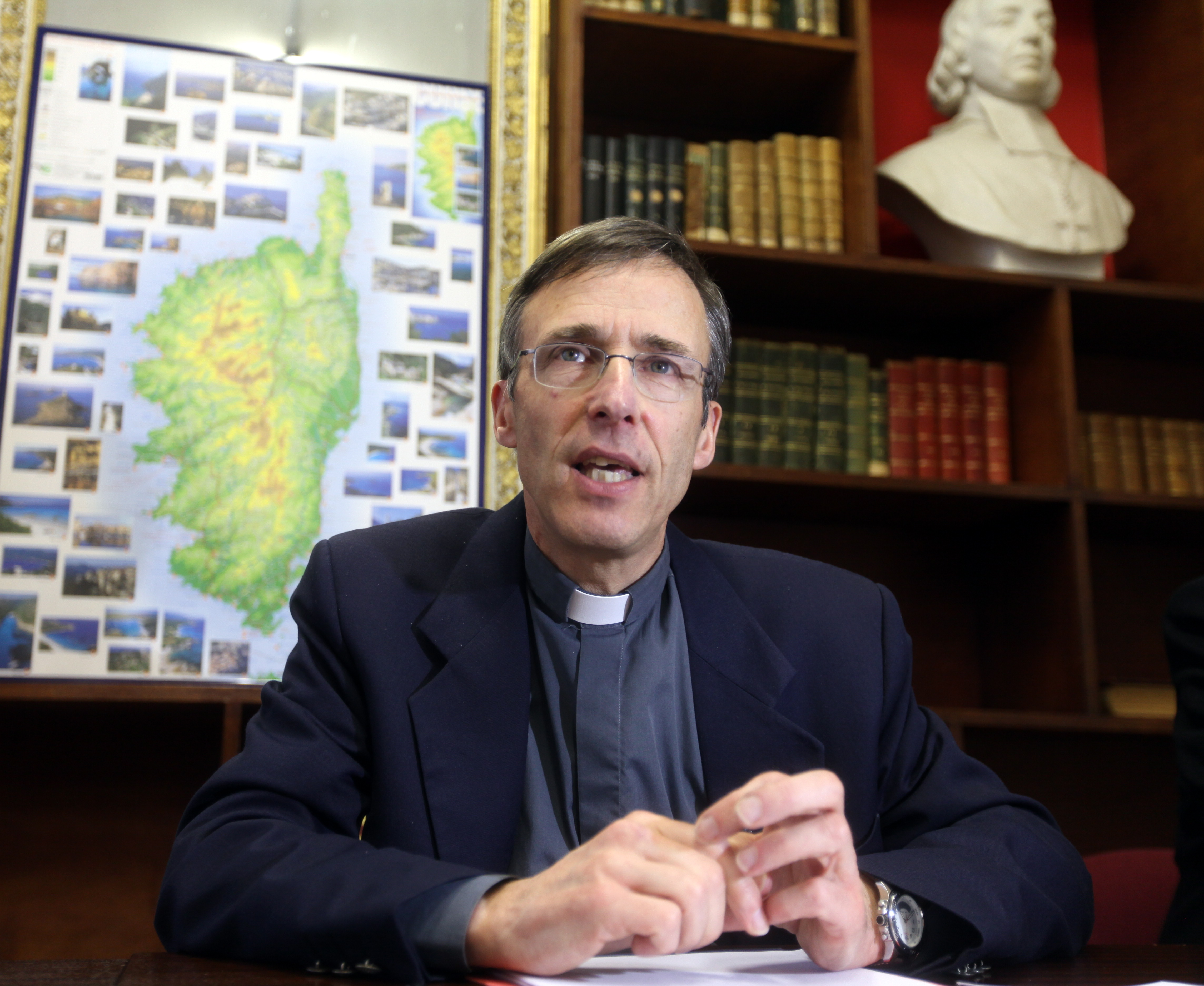
Mons. de Germay, biskup ajaccijský v roce 2013